# Імператриця Марія (лінійний корабель, 1853)
«Імператриця Марія» (рос. дореф. «Императрица Марiя») — 84-гарматний вітрильний лінійний корабель типу «Хоробрий» Чорноморського флоту Російської імперії. Флагманський корабель ескадри віцеадмірала П. С. Нахімова під час Сінопської битви 18 листопада 1853 року.

## Опис
Один із двох вітрильних 84-гарматних лінійних кораблів типу «Хоробрий», що будувалися в Миколаєві протягом 1841—1853 років. Кораблі цього типу були найбільшими кораблями 84-гарматного рангу за всю історію російського флоту. Водотоннажність корабля становила 4160 тонн, довжина між перпендикулярами — 60,96 метра, довжина по гондеку — 62,8 метра, ширина — 17,27 метра, осадка — 7,3 метра.
Озброєння корабля в різні роки становило різну кількість гармат. Так, спочатку озброєння «Імператриці Марії» складалося з двадцяти чотирьох 36-фунтових довгоствольних і восьми 68-фунтових бомбичних гармат на нижній палубі. На верхній палубі розміщувалися тридцять чотири 36-фунтові короткоствольні гармати. Ще двадцять 24-фунтових гармат, дві 24-фунтові, дві 12-фунтових і дві 8-фунтові карронади знаходилися на баці і чвертьпалубі.
У 1853 році склад батареї дещо змінився. Батарея складалася з двадцяти восьми 36-фунтових довгоствольних і чотирьох 68-фунтових бомбичних гармат на нижній палубі, двадцяти восьми 36-фунтових короткоствольних і чотирьох 68-фунтових бомбичних гармат на верхній палубі, а також двадцяти 24-фунтових карронад на баці і чвертьпалубі. Екіпаж корабля складав 770 осіб.
Корабель названо на честь дружини імператора Павла I, імператриці Марії Федорівни. Він був одним із двох вітрильних лінійних кораблів російського флоту, що носили це ім'я.

## Історія
Закладений у Миколаєві на стапелі Миколаївського адміралтейства 23 квітня 1849 року, головний будівник — підполковник корпусу корабельних інженерів І. С. Дмитрієв. Після спуску на воду 9 травня 1853 року перейшов до Севастополя і увійшов до складу Чорноморського флоту Російської імперії.
Під час військової кампанії Російської імперії 1853 року 10 і 11 серпня корабель виходив на випробування в море, а під час навчальної атаки флоту на Севастопольський рейд 12 серпня перебував у складі сторони, що обороняється. У кампанію того ж року з 17 вересня до 2 жовтня у складі ескадри віцеадмірала П. С. Нахімова брав участь у перевезенні військ із Севастополя до Сухум-Кале. Так, на кораблі було перевезено 939 солдатів і офіцерів Білостоцького полку 13-ї дивізії.

### Під час Кримської війни
Брав участь у Кримській війні. 11 жовтня 1853 року вийшов із Севастополя до анатолійського берега для пошуку турецьких суден на чолі ескадри під загальним командуванням віцеадмірала П. С. Нахімова. Через два роки, після загибелі Нахімова, його тіло в труні буде вкрито прапором «Імператриці Марії».
З 8 по 10 листопада ескадра витримала сильний шторм, через який кілька кораблів отримали серйозні ушкодження. Нахімов був вимушений відправити на ремонт до Севастополя кораблі «Хоробрий» і «Святослав», і фрегат «Кулевчі». З ними пішов паровий фрегат «Бессарабія» з донесеннями. З рештою трьома кораблями, «Імператриця Марія», «Чесма» і «Ростислав» і бригом віцеадмірал вирушив до Сінопа, щоб знищити турецький загін, який стояв там. Цього ж дня фрегат «Кагул» доставив відомості про турецьку ескадру Ф. М. Новосильському, який крейсував біля Севастополя, але той замість допомоги Нахімову повернувся на головну базу, а «Кагул» попрямував назад на свій пост.
11 листопада, наблизившись до Сінопа на 2 милі, Нахімов виявив там значно більші сили. Нахімов ухвалив рішення блокувати порт до прибуття підкріплення. На наступний день за наказом О. С. Меншикова Новосильський вийшов із Севастополя на допомогу Нахімову з п'ятьма кораблями, але дорогою на кораблях «Селафиїл» і «Уриїл» почалося затікання води, що змусило їх покинути ескадру і повернутися до Севастополя. 16 листопада ескадра Новосильського з кораблів «Три Святителі», «Великий князь Костянтин» і «Париж» приєдналася до ескадри Нахімова коло мису Пахіос, посиливши її вдвічі.
17 листопада 1853 року до ескадри приєднався фрегат «Кулевчі», що доставив Нахімову припис О. С. Меншикова за можливості щадити місто Сіноп, щоб не дати європейським країнам приводу до війни. Нахімов, побоюючись підходу до противника підкріплень, вирішив наступного дня розпочати бій. О десятій годині ранку на флагманському кораблі «Імператриця Марія» зібралися командири кораблів, яким вручили диспозицію і наказ на бій.

#### Сінопська битва

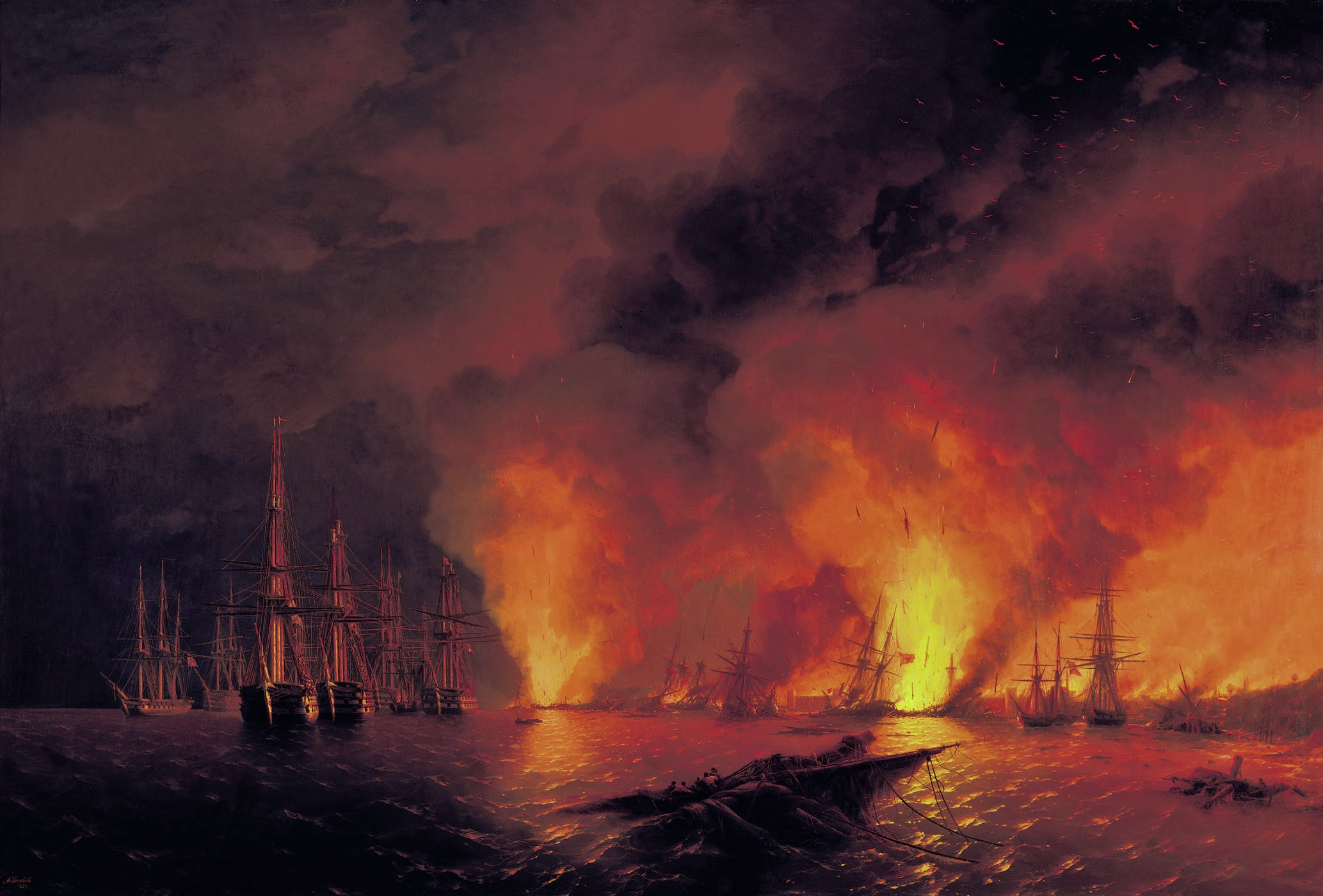
«Сінопський бій 18 листопада 1853 (ніч після бою)», картина І. К. Айвазовського, 1853

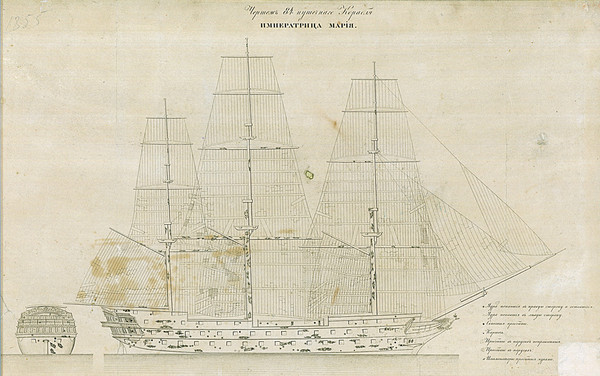
Креслення бойових пошкоджень лінійного корабля «Імператриця Марія»

Переночувавши за 10,5 миль на північний схід від Сінопського перешийка, російська ескадра вишикувалася у дві колони: праву повів Нахімов на флагманському кораблі «Імператриця Марія», за яким слідували «Великий князь Костянтин», «Чесма» і фрегат «Кагул». Ліву колону вів Ф. М. Новосильський.
У перші ж хвилини «Імператриця Марія» під командуванням П. І. Барановського зазнала обстрілу турецького флагманського корабля, 44-гарматного фрегата «Ауні-Аллах», втративши більшу частину рангоута і стоячого такелажу. Рухаючись вперед за інерцією, корабель вів батальний вогонь по суднах, які проходив. Ставши на шпринг навпроти «Ауні-Аллаха», корабель зосередив вогонь на ньому. Через півгодини «Ауні-Аллах» розклепав ланцюг і вийшов із бою, дрейфуючи до берегової батареї. При цьому він потрапив під вогонь сусіднього російського корабля «Париж», а згодом викинувся на берег. Згодом «Імператриця Марія» зосередила вогонь на 44-гарматному фрегаті «Фазлі-Аллах». Отримавши значні ушкодження, на турецькому судні виникла пожежа, а згодом фрегат сів на мілину.
За чотири години Сінопської битви корабель зробив 2128 пострілів. Втрати екіпажу під час бою становили 16 осіб убитими, 39 — пораненими, зокрема командир корабля капітан 2-го рангу П. І. Барановський був поранений в обидві ноги і контужений у правий бік. Сам корабель отримав 60 пробоїн, а також пошкодження всього такелажу, корми, гальюну і галереї.
За відмінність у битві командир корабля 18 грудня 1853 року був проведений у капітани 1-го рангу зі старшинством і нагороджений річним окладом платні. Окрім нього, за відзнаку в бою мічмана І. М. Манто було нагороджено орденом Святої Анни IV ступеня з написом «За хоробрість», а старшого ад'ютанта штабу 5-ї флотської дивізії Ф. Х. Острено за хоробрість нагороджено орденом Святого Володимира IV ступеня з бантом і проведено в капітан-лейтенанти.

#### Подальша доля
Після бою через отримані ушкодження в супроводі фрегатів «Кагул» і «Кулевчі» був узятий на буксир паровим фрегатом «Крим». Потім хвилювання на морі змусило відмовитися від буксирів, і всі кораблі ескадри пішли під вітрилами. 
22 листопада ескадра прибула до Севастополя, де «Імператриця Марія» стала на ремонт. За наказом О. С. Меншикова екіпажи ескадри, що прибула з Туреччини, де в цей час спалахнула епідемія холери, провели три дні в карантині. Після закінчення ремонту 2 лютого 1854 року корабель був виведений на рейд.
28 серпня 1855 року лінійний корабель «Імператриця Марія» був затоплений на Севастопольському рейді при залишенні міста гарнізоном. Після війни під час розчищення Севастопольської бухти в 1861 році був піднятий по частинах.

## Командири
- П. І. Барановський (1853);
- Л. І. Будищев (1854 — 15 червня 1855).

## В культурі
Флагманський корабель ескадри П. С. Нахімова під час Сінопської битви неодноразово зображувався відомими художниками. «Імператриця Марія» зображена на картинах «Сінопський бій» І. К. Айвазовського (1853), де «Імператрицю Марію» зображено в центрі, носом до глядача, «Палуба лінійного корабля «Імператриця Марія» під час бою при Сінопі» О. Д. Ківшенко (1880), «Корабель «Імператриця Марія» під час шторму» І. К. Айвазовського (1892) і «Лінійний корабель «Імператриця Марія» під вітрилами» О. В. Ганзена (1916).

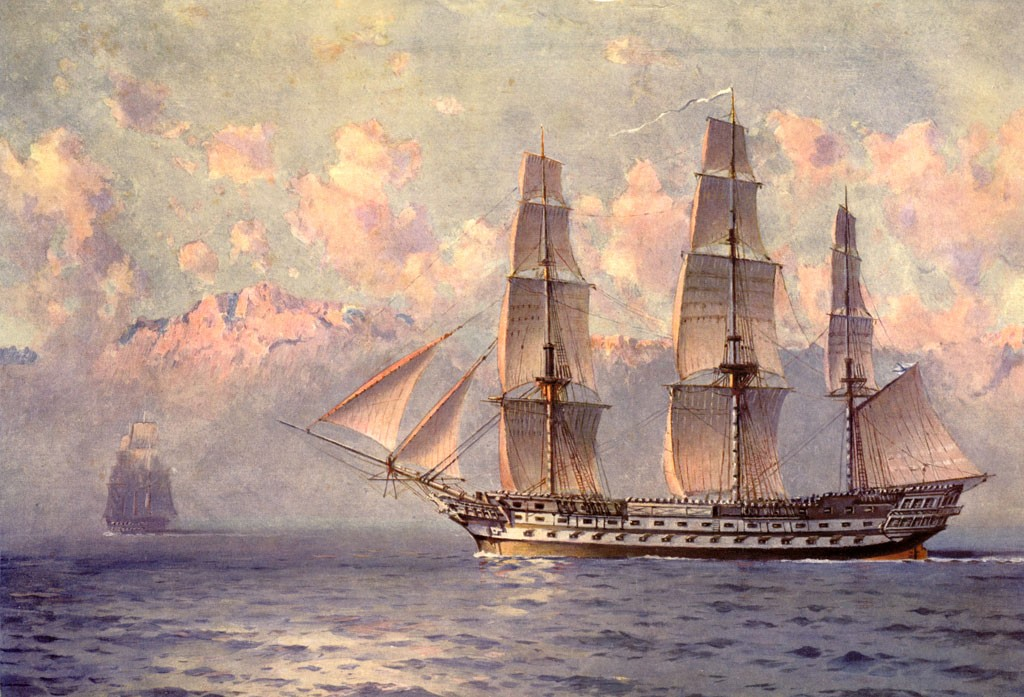
«Лінійний корабель «Імператриця Марія» під вітрилами», картина О. В. Ганзена, 1916
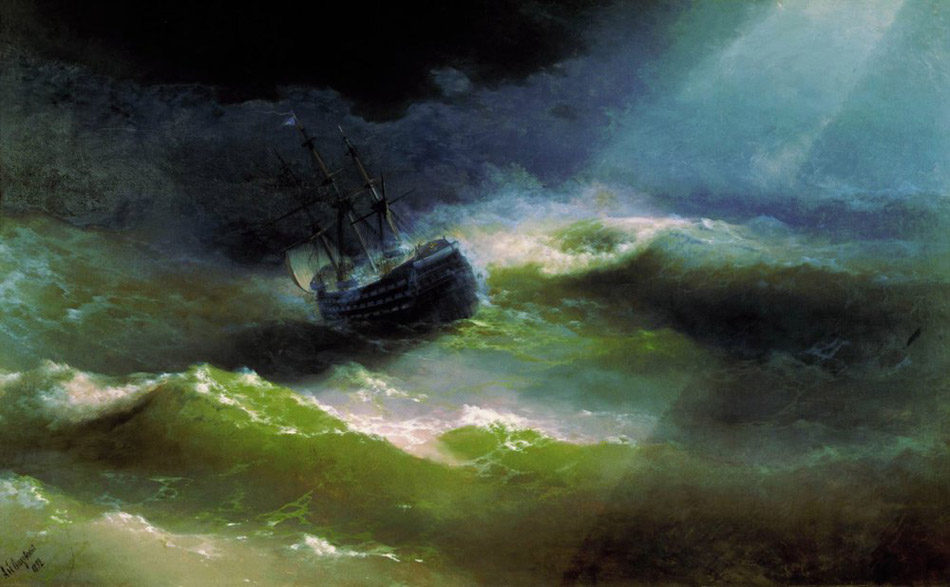
«Корабель «Імператриця Марія» під час шторму», картина І. К. Айвазовського, 1892
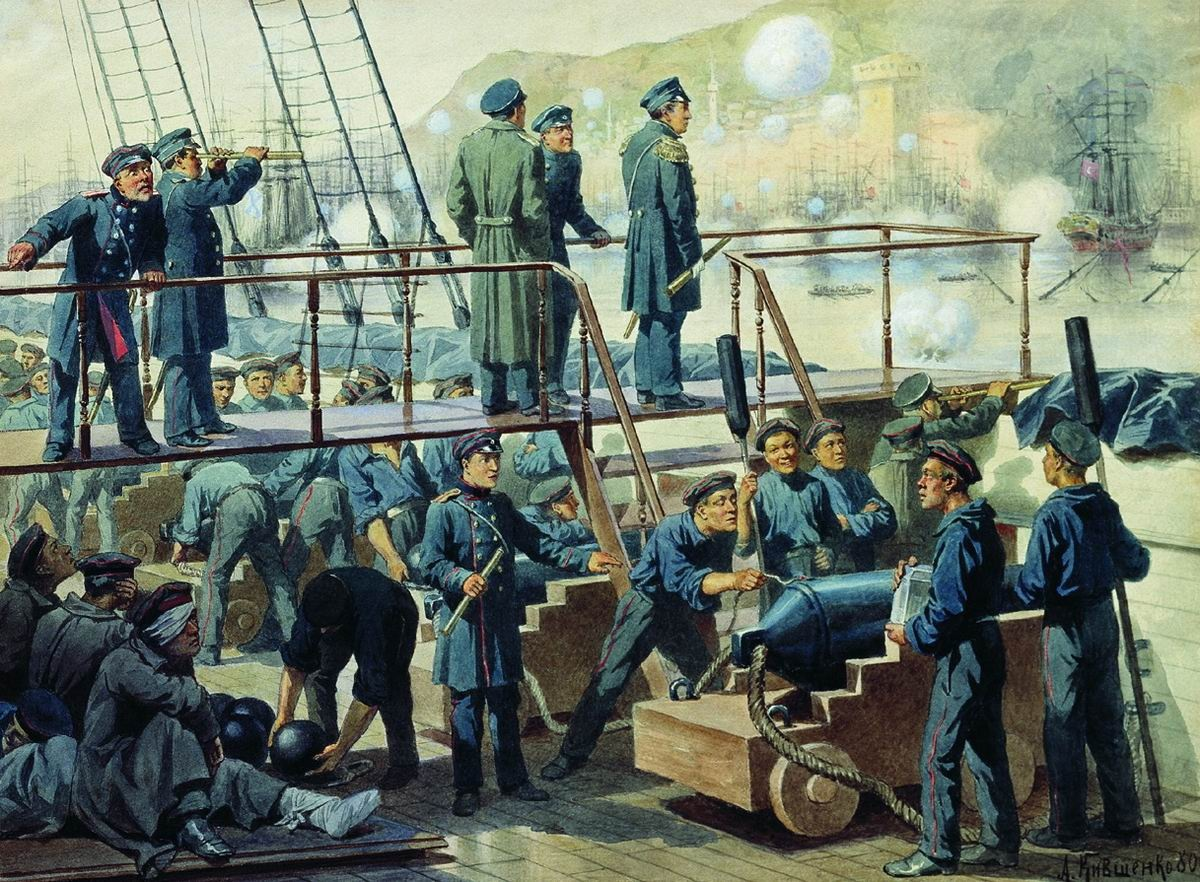
«Палуба лінійного корабля «Імператриця Марія» під час бою при Сінопі», картина О. Д. Ківшенко, 1880
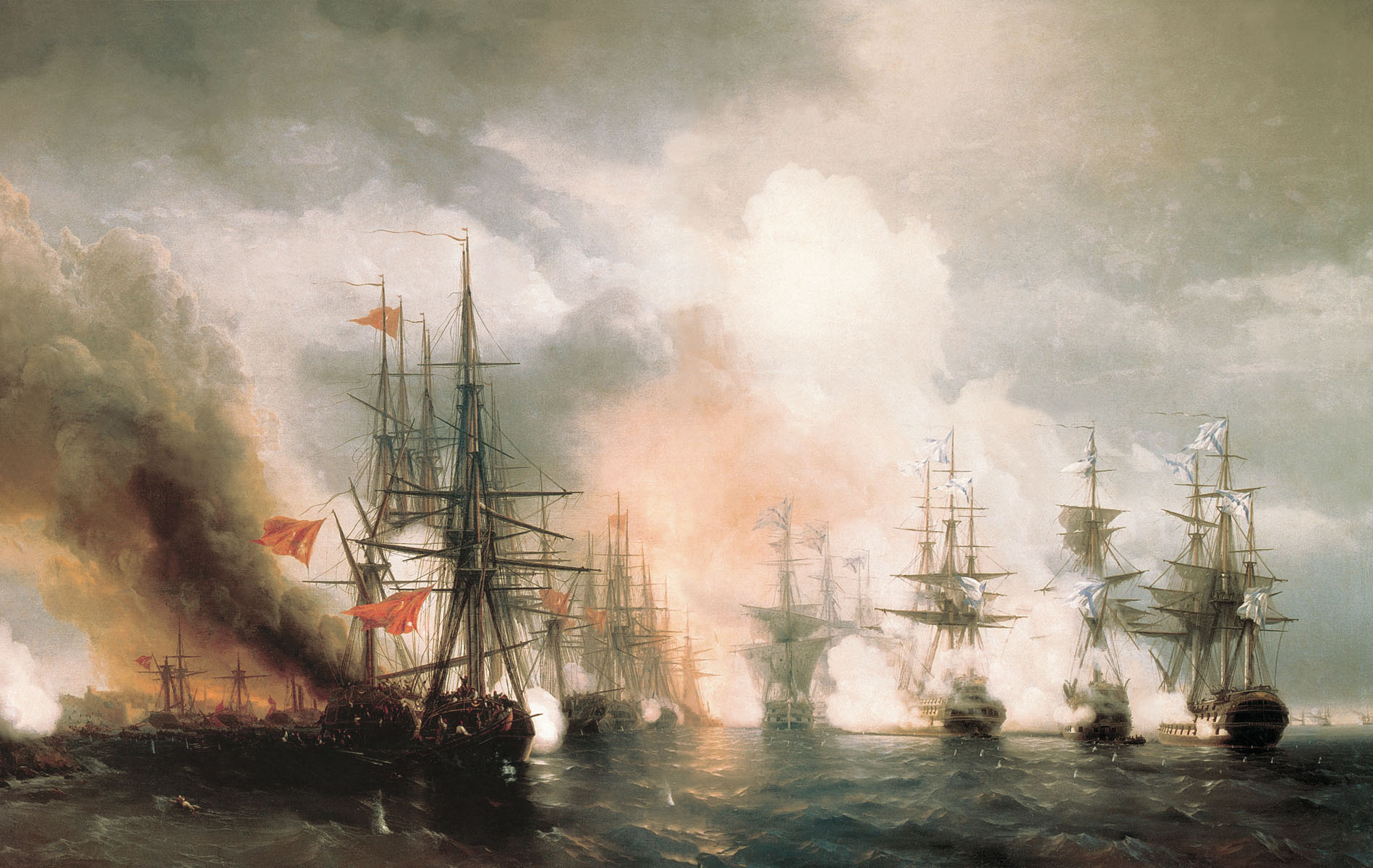
«Сінопський бій», картина І. К. Айвазовського, 1853